# Tofua-Nationalpark
Der Tofua-Nationalpark (englisch Tofua National Park) ist ein 49,9 Quadratkilometer großer Nationalpark in Tonga. Das 2001 gegründete Schutzgebiet ist nach Haʻapai das größte des Landes. Es umfasst nahezu die ganze Fläche (55,63 km²) der gleichnamigen Insel Tofua mit dem ebenso benannten Vulkan Tofua und vorgelagerte Gewässer des Pazifik. Tofua liegt im Tongagraben.
Der Tofua-Nationalpark ist Heimat der seltenen Fōkai.